# Denis Vaucher
Denis Louis Vaucher, född 18 februari 1898 i Fleurier i kantonen Neuchâtel, död 24 februari 1993, var en schweizisk längdskidåkare. Vid olympiska vinterspelen 1924 i Chamonix deltog han i militärpatrull och ingick i det schweiziska laget som tog guld.